# Sam Hutchinson
Samuel Edward Hutchinson (ur. 3 sierpnia 1989 w Windsorze) – angielski piłkarz grający na pozycji obrońcy w Reading.

## Kariera klubowa
W wieku siedmiu lat został podobnie jak jego ojciec Eddie młodzieżowym zawodnikiem Chelsea. W pierwszym zespole zadebiutował 13 maja 2007 roku w meczu z Evertonem (1:1), w którym zmienił w końcówce Wayne’a Bridge. W sezonie 2009/2010, w którym rozegrał dwa mecze w Premier League (w tym pojedynek ze Stoke City (7:0), w którym asystował przy golu strzelonym przez Franka Lamparda) i jedno w Carling Cup, zdobył z londyńskim zespołem mistrzostwo Anglii i puchar kraju.
19 sierpnia 2010 zakończył profesjonalną karierę piłkarską. Anglikowi od trzech lat dokuczała kontuzja kolana, a sztab medyczny Chelsea przyznał, że niemożliwe jest całkowite wyleczenie tego urazu. Zostało ogłoszone, że Hutchinson będzie pracować z akademią Chelsea, jednocześnie studiując na uniwersytecie.
W lipcu 2011 roku wrócił do gry – wystąpił w towarzyskim meczu rezerw z Crawley Town. 1 grudnia podpisał półtoraroczny kontrakt z Chelsea. W sezonie 2011/2012 zagrał w ligowych spotkaniach z Queens Park Rangers i Blackburn Rovers. W sierpniu 2012 roku został wypożyczony do Nottingham Forest. 1 września w wygranym 2:1 meczu z Charlton Athletic strzelił swojego pierwszego gola w profesjonalnej karierze.
2 września 2013 dołączył do holenderskiego Vitesse na zasadzie rocznego wypożyczenia. 2 stycznia 2014 Hutchinson wrócił do Chelsea, a 14 lutego trafił na kolejne wypożyczenie, tym razem do Sheffield Wednesday. Obecnie gra w F.C Mumbai City.

## Kariera reprezentacyjna
W reprezentacji Anglii do lat 18 zadebiutował 19 września 2006 roku w meczu z Francją (0:2). 27 marca 2007 roku wystąpił w spotkaniu z Holandią (4:1).
W kadrze U-19 zadebiutował 11 września 2007 roku w towarzyskim spotkaniu z Białorusią (4:0), natomiast w październiku wystąpił w trzech meczach eliminacji do mistrzostw Europy.